# Level 3通信
Level 3通信（Level 3 Communcations）是一家总部位于美国科罗拉多州的跨国电信服务及互联网服务提供商。
Level 3在北美洲、拉丁美洲、欧洲及一些特定的亚洲城市为中、大型服务提供商提供 IP 网络、语音通话及内容分发等服务。Level 3 同时也是美国市场上最大的竞争性本地交换运营商（英文：Competitive Local Exchange Carrier）以及第三大的光纤网络提供商（基于覆盖地区而言）。

## 网络

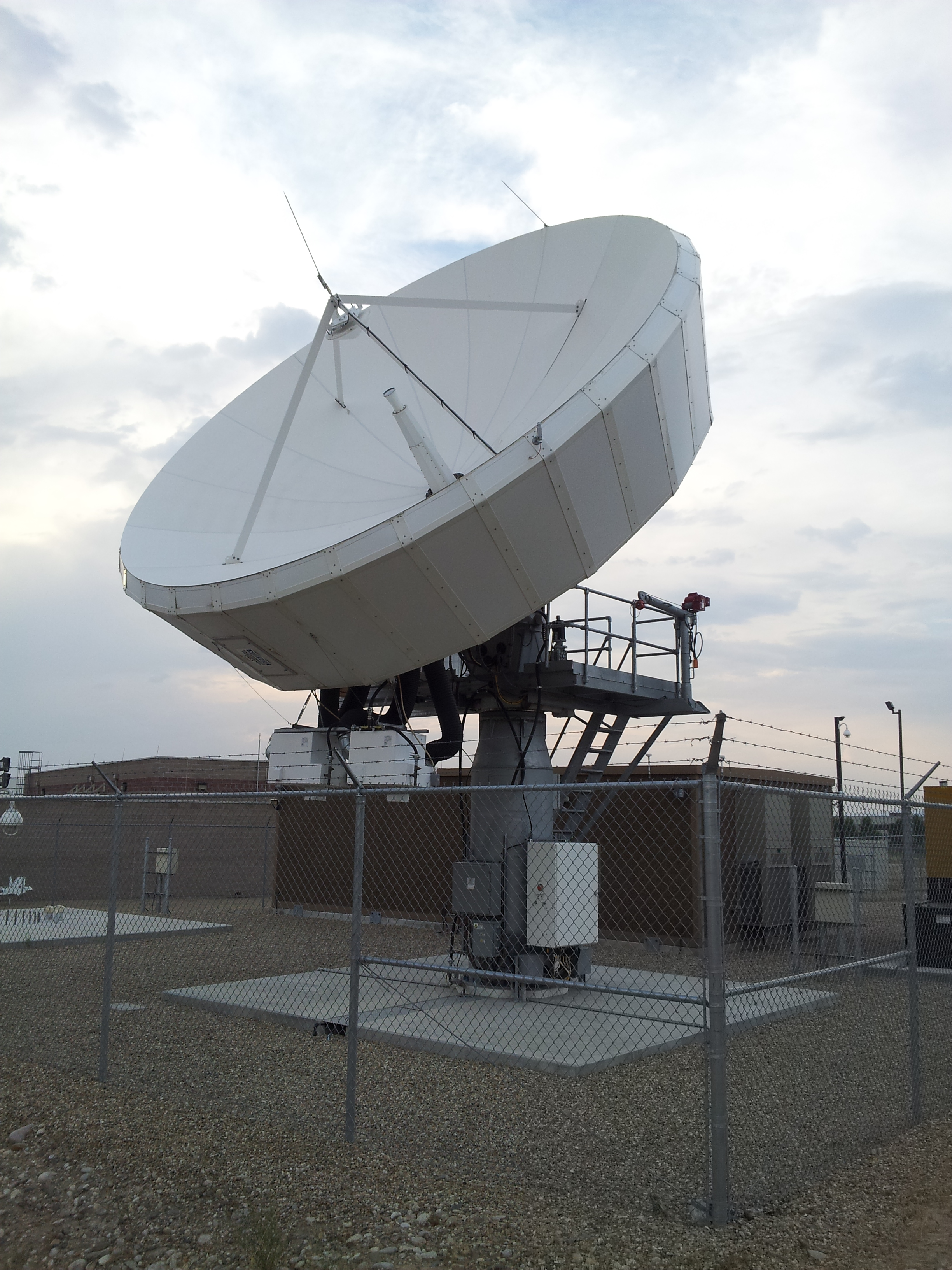
Level 3 的一个卫星地面站

Level 3运营了一个大型的互联网络。其服务范围包括在美国大陆上的46个州 南美洲，西欧， 和一些亚洲城市。它使用包括AC-2在内的跨大西洋光缆，  该公司也在 Apollo 光缆上购买了 300 Gbit/s 的带宽。
该公司现在是自治编号 AS1的拥有者（随着它从BBN科技处收购Genuity )，但它实际使用自治编号 AS3356 作为运营用途。  截至2007年 AS3356 一直拥有互联网上最好的联通度。 随着在2011年的收购，该公司同时也运营Global Crossing network （自治编号 AS3549）。
Level 3为Netflix和苹果公司分发音乐和视频内容。 该公司运营一个2006年从Savvis收购的内容分发网络。
2006年该公司宣布了建造新一代美国全国学术科研网络Internet2的计划。
2016年10月31日，CenturyLink世紀互聯以26.5亿美元的現金以及1.4286股的CenturyLink股票，每股收購價約66.5美元，斥资194.3億美元收購Level 3通信，若連同債務承擔，總收購價達340億美元。